# Julia Cumberlege, Baroness Cumberlege

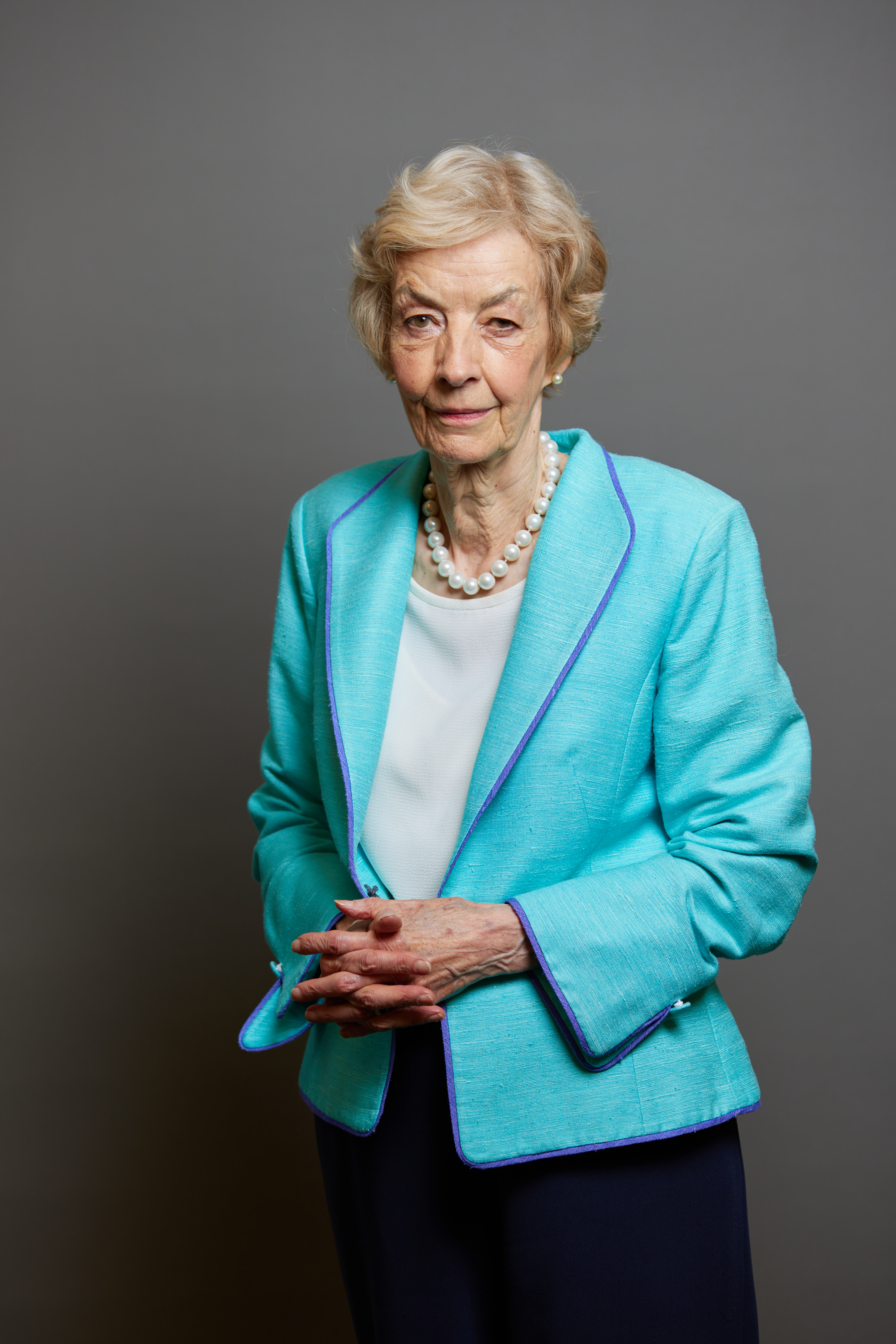
Julia Cumberlege, Baroness Cumberlege, 2022

Julia Frances Cumberlege, Baroness Cumberlege, CBE, DL (* 27. Januar 1943) ist eine britische Politikerin (Conservative Party), Unternehmerin und Life Peer.

## Leben und Karriere
Einer Medizinerfamilie entstammend, wurde sie 1992 zur Junior Health Minister ernannt und übernahm für fünf Jahre im House of Lords alle Fragen, die Gesundheit und soziale Dienste betreffen. Sie war auch Sponsor Minister der Stadt Plymouth, verantwortlich für Regeneration und ein Budget von £45 Millionen pro Jahr. 1997 war sie Sprecherin der Opposition für Gesundheit.
1990 wurde sie als Baroness Cumberlege, of Newick in the County of East Sussex, zur Life Peeress erhoben und ist dadurch seither Mitglied des House of Lords. 2001 gründete sie ihr eigenes Unternehmen mit dem Namen Cumberlege Connections Ltd.

## Zugehörigkeiten
- Treuhänderin, Cancer Research UK
- Seniorpartner, The King’s Fund.
- Co-Vorsitz, Associate Parliamentary Health Group and the All Party Parliamentary Osteoporosis Group
- Sekretärin, Dying Well Parliamentary Group
- Ehrenmitglied, Royal College of Physicians
- Vize-Präsidentin des Royal Colleges of Nursing and Midwives

## Religiöse Ansichten
Die römisch-katholische Politikerin sprach bei der Konferenz der Catholic Medical Association (zuvor die Guild of Catholic Doctors) im April 2009, eröffnet von Erzbischof Peter Smith.
Sie ist Dame des päpstlichen Gregoriusordens.